# Frente Nacional (2004)
A Frente Nacional foi um grupo neo-nazi português criado em 2004, a partir de dissidências internas no seio do Partido Nacional Renovador (PNR). Apesar das divergências com o PNR, voltou a restabelecer boas relações com o mesmo em 2005, chegando inclusivamente a dar-lhe orientações políticas.
Este grupo era homónimo do partido que, em 1980, concorreu em coligação com o PDC e o MIRN/PDP e que, após obter apenas 0,4% dos votos, acabaria por cessar actividade, tendo como último presidente o jornalista e ensaísta Manuel Maria Múrias.
O líder do agrupamento que mais tarde viria a adotar a designação de Frente Nacional era Mário Machado,  condenado em 1997 a uma pena de quatro anos e três meses de prisão por envolvimento na morte de Alcindo Monteiro — assassinado em 1995, no Bairro Alto. O assassinato de Monteiro também levou à condenação de 15 Skinheads, alguns dos quais viriam mais tarde a integrar os "Hammerskins". Acusado de diversos outros crimes, posse ilegal de diversas armas e uma máquina de choques eléctricos, afirma ser um "preso político".
A 3 de outubro de 2008, Machado foi condenado a 4 anos e 10 meses de prisão, 6 "skinheads" foram condenados a penas de prisão efectiva e outros 17 tiveram a pena suspensa.
A 17 de agosto de 2010, em outro processo, Mário Machado foi condenado a 7 anos e 2 meses de prisão. Outras três pessoas foram condenadas a prisão efectiva, e duas tiveram a pena suspensa.
Em abril de 2008, Mário Machado disse, em tribunal, que o grupo estava definitivamente dissolvido e que havia que se demarcar este movimento da facção skinhead Hammerskin Portugal (HP), que ele também lidera, por esta última não ter conotação política.